# Txus Bilbao
Jesús María Bilbao Curiel (Lejona, Vizcaya, 1964), conocido como Txus Bilbao, es un jurista, filólogo, profesor y político vasco.
Actualmente es el director general de la cooperativa Asti-Leku S. Coop. desde el año 2010.
Anteriormente fue concejal del Ayuntamiento de Lejona, Primer teniente de alcalde y Concejal Delegado de Urbanismo del Lejona y Portavoz del Grupo Municipal EAJ-PNV en el Ayuntamiento de Lejona.

## Biografía
Nacido en Lejona, se licenció en Derecho y después en Filología Vasca en la Universidad de Deusto, teniendo como profesores a Xabier Arzalluz, Ricardo De Ángel Yágüez y otros.
Profesor de euskera y literatura en Asti Leku Ikastola, en 2010 fue nombrado director general de la sociedad cooperativa Asti-Leku S. Coop., sucediendo a Ruper Ormaza que fue director general de la cooperativa entre 1980 y 2010.

## Trayectoria política
En las elecciones municipales de España de 2003 fue elegido concejal del Ayuntamiento de Lejona, siendo el segundo de la lista electoral. Repitió en las elecciones municipales de 2007.
Desde 2003 a 2010 fue concejal de Urbanismo, Obras y Servicios y primer teniente de alcalde del Ayuntamiento de Lejona, sustituido por Carmen Urbieta González, y vocal del Consorcio de Aguas de Vizcaya y del Consorcio de Transporte de Vizcaya. Desde 2007 asumió el cargo de portavoz del grupo municipal del PNV en el Ayuntamiento de Lejona y líder del mismo grupo.